# Connexxion FLIRT
De Connexxion FLIRT was een serie van twee elektrisch aangedreven treinstellen van het Nederlandse vervoersbedrijf Connexxion. De treinstellen waren gebouwd door de Zwitserse treinbouwer Stadler Rail en gebaseerd op het Flirt 3-platform van dit bedrijf. Ze werden sinds 2018 ingezet om de capaciteitsvraag op de Valleilijn, met name in de spits, op te vangen. Samen met vijf 2-delige Protos-treinstellen verzorgden ze de treindienst op de Valleilijn. Voordat de FLIRT-treinstellen op deze lijn in dienst kwamen, werd gebruik gemaakt van twee gekoppelde GTW-diesel driewagenstellen van dochteronderneming Hermes. Per 10 december 2023 nam Keolis Nederland het vervoer op de Valleilijn over, inclusief al het materieel op die lijn.
De FLIRT (acroniem voor Flinker Leichter Innovativer Regionaltriebzug) is afgeleid van de Stadler GTW, met als belangrijkste verschil dat de aandrijfeenheden zich bij de FLIRT achter de cabines bevinden (i.p.v. in een aparte motorwagen). Dit treintype wordt gekenmerkt door licht en ruimte in het interieur door het gebruik van jacobsdraaistellen gecombineerd met brede open bakovergangen en een lage vloer. De lage vloer in combinatie met een uitschuifbare treeplank maakt het treinstel gemakkelijker toegankelijk voor personen met een fysieke beperking. Door het lage gewicht van het treinstel in combinatie met een hoog aanzetkoppel is het uitermate geschikt voor treindiensten met veel stops en korte haltetijden.

## Ontwerp en bouw
De Flirt-treinstellen bestaan uit drie rijtuigen die bij de bakovergangen opgelegd zijn op jacobsdraaistellen. Door het gebruik van een jacobsdraaistel is de bakovergang kort en breed, wat zorgt voor een grote mate van transparantie. Hierdoor hebben deze treinstellen brede bakovergangen en een lage vloer, zoals ook gebruikelijk is bij metro's en trams. Het ruime zicht door het gehele treinstel in combinatie met de aanwezige camera's heeft de bedoeling een gevoel van veiligheid op te leveren. De vloerhoogte is met 780 mm precies gelijk aan de hoogte van de meeste perrons.
Van binnen ontbreken dwars-/kopwanden en tussendeuren, alleen de eerste en tweede klas worden door glazen deuren en tussenwanden van elkaar gescheiden. De treinstellen zijn onder andere voorzien van airconditioning, een reizigersinformatiesysteem met TFT-displays en automatische omroep, (beveiligings)camera's en een noodoproepsysteem waarmee na bediening van de reizigersnoodrem akoestisch contact met de machinist mogelijk is. Verder is de Connexxion FLIRT ook voorzien van cabinedeuren aan de rechterzijde van de bak, net als de Keolis Nederland FLIRT.
De treinstellen zijn voorzien van ATB-NG. Dit beveiligingssysteem kan ook overweg met ATB-EG. Op de Valleilijn is geen ATB-NG aangebracht, waardoor deze treinstellen enkel op ATB-EG rijden.

### Interieur
Reizigers hebben onder meer toegang tot usb-oplaadpunten voor het opladen van mobiele apparaten, stopcontacten, en een gratis toegankelijk wifi-netwerk. Verder zijn de treinstellen voorzien van een lage vloer, uitschuiftreden en een rolstoeltoegankelijk toilet om het reizen voor mensen met een fysieke beperking makkelijker te maken. Dit toilet is voorzien van een opklapbare plank om luiers te verschonen. In de treinstellen bevinden zich eerste en tweede klas afdelingen, een lounge en een ruimte voor het opstellen van fietsen. De bekleding van het meubilair is uitgevoerd in donkerblauw in de 1e klas en beige met blauwe strepen en donkerblauwe hoofdsteunen in de 2e klas. Verder is een groot deel van de ramen uitgerust met zonneschermen, net als bij de Keolis Nederland FLIRT. De zonneschermen zijn niet lang na de indienststelling vastgezet en later verwijderd, om vandalisme te voorkomen.

## Gegevens
| Concessie  | Type    | Aandrijving | Toilet | Aantal | Series     | In dienst       |
| ---------- | ------- | ----------- | ------ | ------ | ---------- | --------------- |
| Valleilijn | Flirt 3 | Elektrisch  | ja     | 2      | 5038, 5039 | 5 februari 2018 |

## Inzet
De treinstellen werden sinds 5 februari 2018 ingezet op de Valleilijn en bleven daar ook nadat Keolis het materieel heeft overgenomen.

## Namen
Stel 5038 werd vernoemd naar Conny Bieze, gedeputeerde van de provincie Gelderland. Deze naam stond aan de buitenkant van het treinstel onderaan de zijruiten van de kopbakken vermeld. De 5039 had geen naam gekregen.

## Afbeeldingen

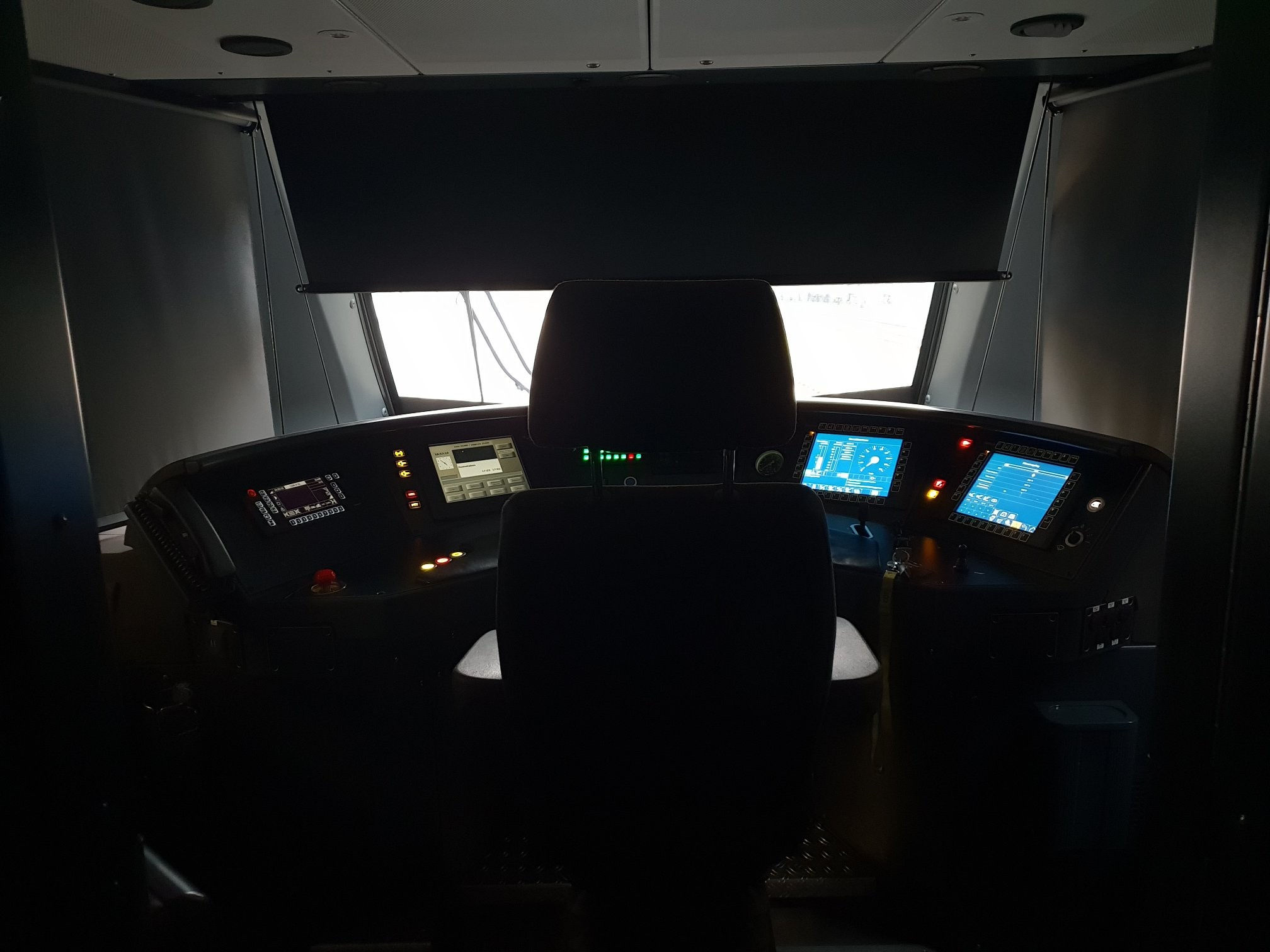
Cabine van de FLIRT op de Valleilijn.
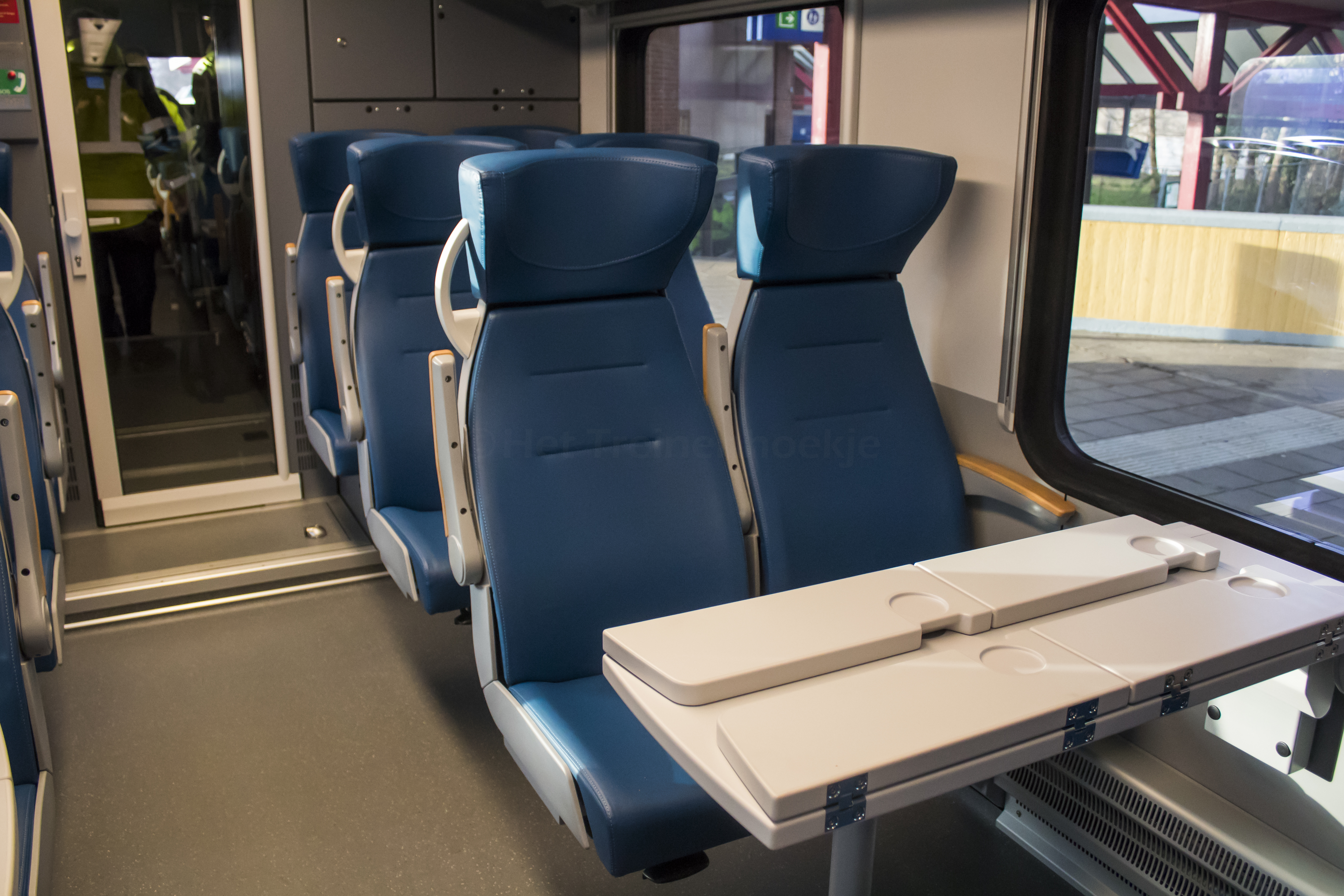
Interieur 1e klas
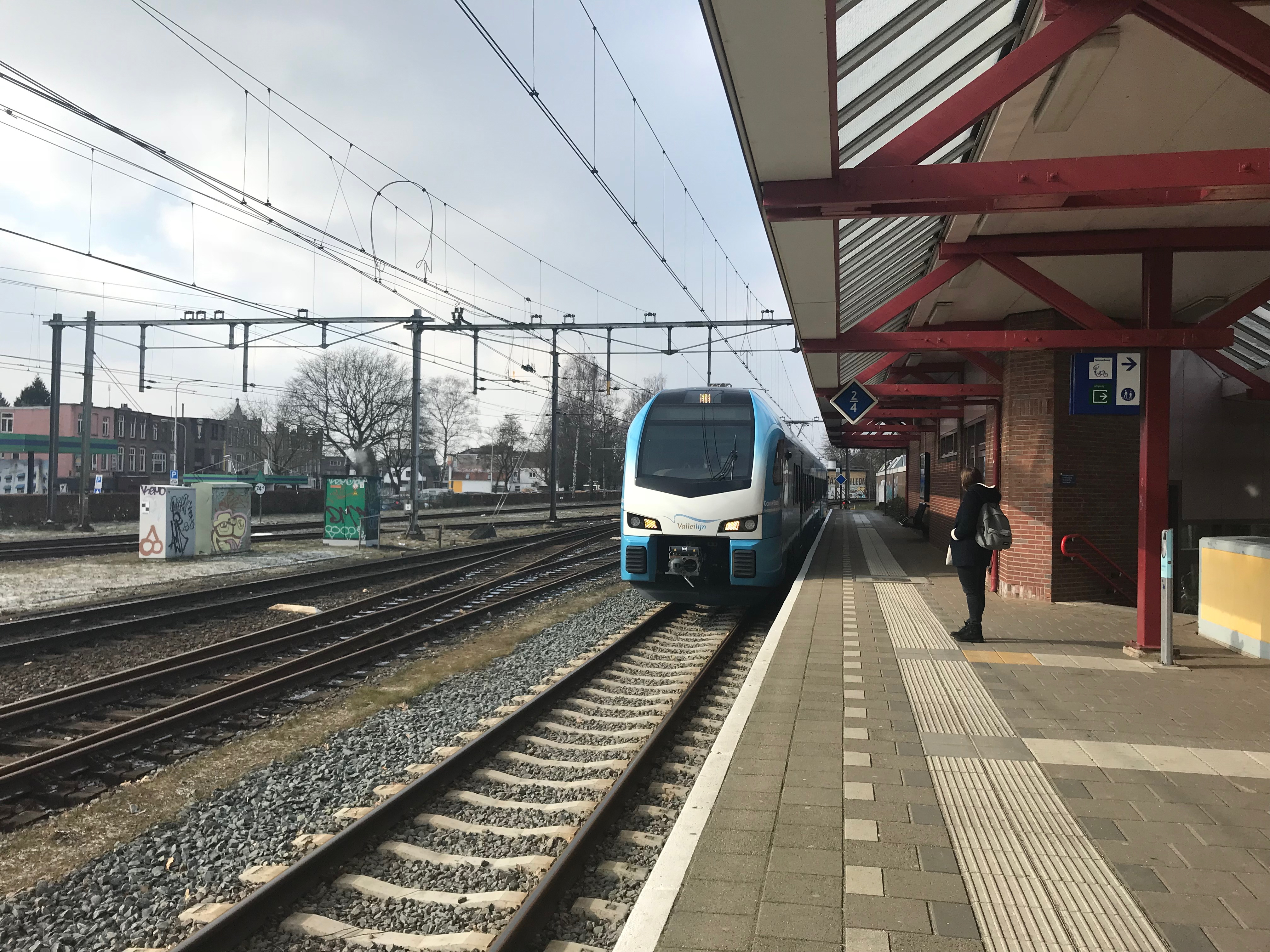
Connexxion Flirt-3 op station Ede-Wageningen